# Vácszentlászló
Vácszentlászló es un pueblo húngaro perteneciente al distrito de Gödöllő, condado de Pest.

## Superficie
Cuenta con una superficie de 29,87 km².

## Demografía
Hasta 2024 la población era de 2216 habitantes, con una densidad de población de 74,18 hab/km².
| Gráfica de evolución demográfica de Vácszentlászló entre 2020 y 2024 |
|                                                                      |
| Datos según la Oficina Central de Estadística de Hungría.            |